# Museu da Catedral de Nossa Senhora da Glória
O Museu da Catedral de Nossa Senhora da Glória está instalado no andar superior da ala direita da igreja matriz de Valença. Foi criado nos anos 50 e contém cerca de 80 peças, dentre pratarias, ourivesaria, imagens, óbitos, pia batismal, mobiliário, cálices, jóias, turíbulos, sinetas, coroas, fotografias, candelabros, andores, nichos, paramentos, esplendores, campainhas, estandartes e talha de água dos índios coroados, entre outros.